# 無雙眞古流
無雙眞古流は華道の流派の一つ。京都市の銀閣寺（慈照寺）に伝わる。福岡県京都郡みやこ町勝山新町の木村家に関わりある花の一流であった。

## 概要
古書によると、足利義政（同仁斎一花）を流祖とし本山家元は慈照寺住職だが、木村家は「代々花道の理と術を正確に伝える宗家・主管者」であった、とある。
宝暦14年（1764年）に足利18代千葉官蔵（一国庵花頭）から木村徳右衛門が名跡を受けて、南壽庵花敬と号した。号は南壽庵 - 花樂堂 - 雪林堂 - 花樂堂と移り、11代花樂堂雪宗までの記録がある。